# 貝迪廖拉

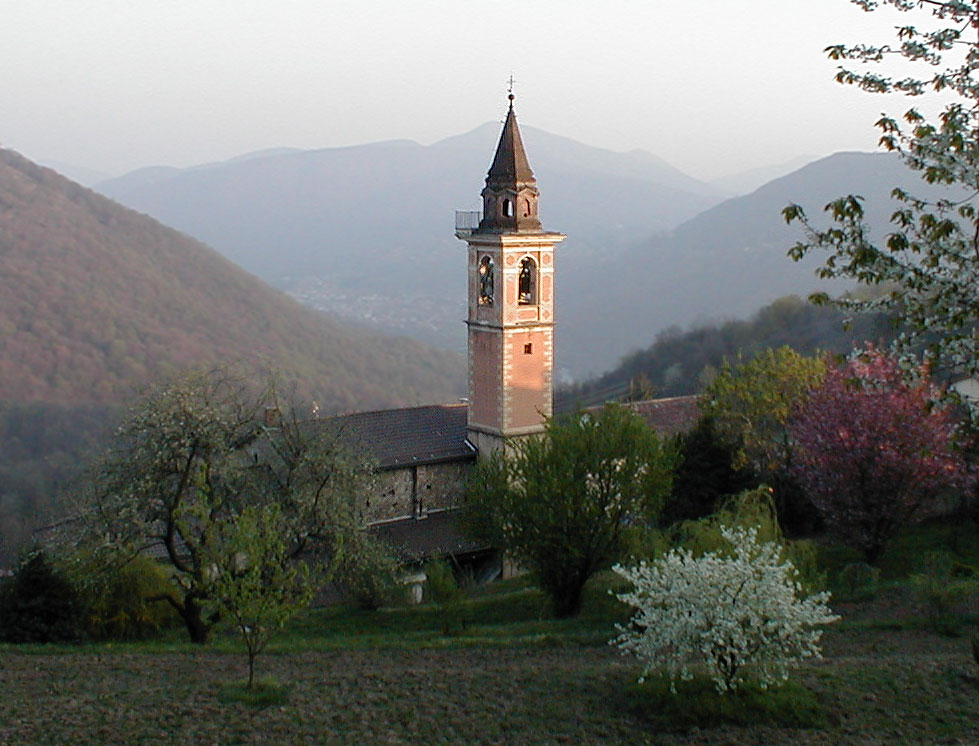

貝迪廖拉是瑞士的城鎮，位於該國南部，由提契諾州負責管轄，面積2.48平方公里，海拔高度617米，2011年人口622，七成半人口信奉羅馬天主教，人口密度每平方公里251人。